# York-Nord (circonscription fédérale)
Pour les articles homonymes, voir York (homonymie).

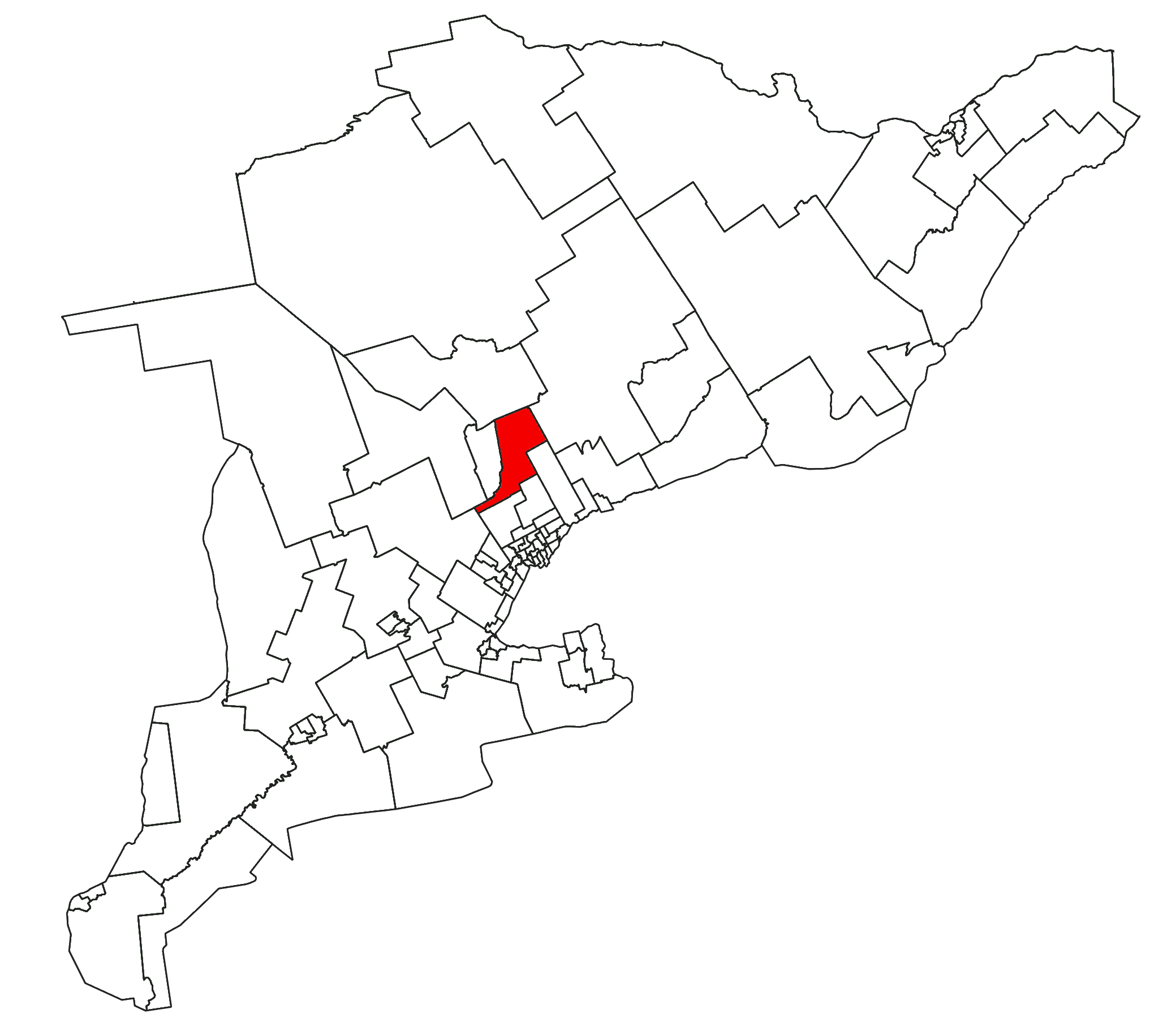
Carte de la circonscription York-Nord (1997 à 2004).

York-Nord fut une circonscription électorale fédérale de l'Ontario, représentée de 1867 à 2004.
C'est l'Acte de l'Amérique du Nord britannique de 1867 qui créa le district électoral de York-Nord. Abolie en 2003, elle fut divisée en deux nouvelles circonscriptions de Newmarket—Aurora et York—Simcoe, ainsi qu'une partie d'Oak Ridges—Markham.

## Géographie
La circonscription de York-Nord comprenait:
- La partie nord de la banlieue de Toronto, soit les villes d'Aurora, Vaughan, Newmarket, Richmond Hill et Markham

## Députés
1. 1867-1872 — James Pearson Wells, PLC
2. 1872-1874 — Anson Dodge, CON
3. 1874-1878 — Alfred Dymond, PLC
4. 1878-1882 — F. W. Strange, L-C
5. 1882-1905 — William Mulock, PLC
6. 1905-1911 — A. B. Aylesworth, PLC
7. 1911-1921 — John Armstrong, CON
8. 1921-1925 — William Lyon Mackenzie King, PLC
9. 1925-1934 — Thomas Herbert Lennox, CON
10. 1934-1945 — William Pate Mulock, PLc
11. 1945-1957 — Jack Smith, PLC
12. 1957-1962 — C. A. Cathers, PC
13. 1962-1968 — John Hollings Addison, PLC
14. 1968-1979 — Barney Danson, PLC
15. 1979-1984 — John A. Gamble, PC
16. 1984-1988 — Tony Roman, IND
17. 1988-1997 — Maurizio Bevilacqua, PLC
18. 1997-2004 — Karen Kraft Sloan, PLC

- CON = Parti conservateur du Canada (ancien)
- L-C = Parti libéral-conservateur
- PC = Parti progressiste-conservateur
- PLC = Parti libéral du Canada